# Persone di nome Gneo
| Questa pagina contiene informazioni ricavate automaticamente dalle voci biografiche con l'ausilio del template Bio e di un bot. L'aggiornamento è periodico e automatico e ricostruisce completamente la pagina. Se manca una persona in questa lista, sei pregato di non aggiungerla, ma accertati piuttosto che la sua voce biografica contenga il template Bio e che i dati anagrafici siano correttamente compilati. Se il template Bio manca, inseriscilo tu stesso o, in alternativa, metti l'avviso {{tmp\|Bio}} che ne segnala la mancanza. Se i dati riportati sono sbagliati, correggi direttamente la voce biografica; le modifiche saranno visibili in questa lista entro pochi giorni. Per chiarimenti vedi il progetto antroponimi. La lista contiene solo le 88 persone che sono citate nell'enciclopedia e per le quali è stato implementato correttamente il template Bio. Pagina aggiornata al 22 lug 2025. |

Questa è una lista di persone presenti nell'enciclopedia che hanno il nome Gneo, suddivise per attività principale.

## Condottieri(1)
- Gneo Magio Atellano, condottiero sannita

## Generali(5)
- Gneo Papirio Carbone, generale romano
- Gneo Cornelio Lentulo Clodiano, generale romano
- Gneo Pompeo Magno, generale e politico romano (Picenum, n. 106 a.C. - Pelusio, † 48 a.C.)
- Gneo Petreio, generale romano
- Gneo Pompeo il Giovane, generale romano (Roma - † 45 a.C.)

## Giuristi(2)
- Gneo Domizio Enobarbo, giurista e politico romano (Roma - Roma, † 88 a.C.)
- Gneo Flavio, giurista romano

## Magistrati(2)
- Gneo Tremelio, magistrato e senatore romano
- Gneo Cornelio Lentulo Getulico, magistrato e senatore romano

## Militari(5)
- Gneo Domizio Calvino, militare e politico romano
- Gneo Mallio Massimo, militare e senatore romano
- Gneo Calpurnio Pisone, militare e politico romano († 20)
- Gneo Cornelio Scipione Calvo, militare e politico romano (Hispania)
- Gneo Pompeo Strabone, militare romano (Firmum Picenum, n. 135 a.C. - Roma, † 87 a.C.)

## Poeti(2)
- Gneo Mazio, poeta romano
- Gneo Nevio, poeta e drammaturgo romano (Capua - Utica, † 201 a.C.)

## Preparatori atletici(1)
- Lentulo Batiato, preparatore atletico romano († 73 a.C.)

## Retori(1)
- Gneo Domizio Afro, oratore e avvocato romano (Nemausus - † 59)

## Senatori(2)
- Gneo Osidio Geta, senatore e militare romano
- Gneo Claudio Severo Arabiano, senatore e filosofo romano (Soli, n. 113)

## Storici(3)
- Gneo Gellio, storico romano
- Pompeo Trogo, storico romano (Narbona)
- Teofane di Mitilene, storico e politico greco antico (Mitilene)

## Senza attività specificata(3)
- Gneo Ottavio, romano
- Gneo Senzio Saturnino, romano
- Gneo Servilio Gemino, romano (Canne, † 216 a.C.)